# Alutaguse
Die Landgemeinde Alutaguse (estnisch: Alutaguse vald) liegt im Nordosten Estlands im Kreis Ida-Viru (Ost-Wierland), an der Grenze zu Russland. Sie ist die flächengrößte Gemeinde des Kreises und die drittgrößte in ganz Estland und bildet den südlichen, dünn besiedelten Teil des Ost-Wierlandkreises. Alutaguse wurde 2017 im Rahmen einer Gebietsreform aus den Gemeinden Alajõe, Avinurme, Iisaku, Illuka, Lohusuu, Mäetaguse und Tudulinna gebildet. Ihr Hauptort ist Iisaku.
Mit 4.014 Einwohnern auf 1.459 km² kommt Alutaguse auf eine sehr niedrige Bevölkerungsdichte von nur 3 Einwohnern/km².
Die Region Alutaguse war ursprünglich Siedlungsgebiet der Woten, einer kleinen, mit den Esten verwandten, Volksgruppe.
Der Nationalpark Alutaguse ist der drittgrößte Estlands und wurde 2018 gegründet.
Schon von 1939 bis 1950 bestand eine Gemeinde mit Namen Alutaguse, diese lag jedoch überwiegend auf dem Gebiet der heutigen Gemeinde Narva-Jõesuu.

## Geografie
Alutaguse liegt auf der südlichen Hälfte der Landbrücke zwischen Peipussee und Finnischem Meerbusen, der zur Kulturlandschaft Wierland gehört und das Estnische Festland mit Russland verbindet. Die Gemeinde grenzt Westen an die Kreise Jõgeva und Lääne-Viru (West-Wierland) und im Osten an die russische Oblast Leningrad.
Die Südgrenze Alutaguses bildet die Küste der Peipussee und im Norden grenzt es an sechs der acht übrigen Gemeinden Ost-Wierlands: Lüganuse, Toila, Kohtla-Järve, Jõhvi und Narva-Jõesuu.

### Gliederung
Alutaguse besteht aus 75 einzelnen Siedlungen. Davon sind zwei als Großdörfer (alevikud) klassifiziert, eine davon der Hauptort Iisaku, die andere Mäetaguse.
73 weitere Weiler und Streusiedlungen sind als Dörfer (küla) klassifiziert: Agusalu, Alajõe, Alliku, Apandiku, Aruküla, Arvila, Atsalama, Edivere, Ereda, Illuka, Imatu, Jaama, Jõetaguse, Jõuga, Kaatermu, Kaidma, Kalina, Kamarna, Karjamaa, Karoli, Kasevälja, Katase, Kauksi, Kellassaare, Kiikla, Kivinõmme, Koldamäe, Konsu, Kuningaküla, Kuremäe, Kuru, Kurtna, Lemmaku, Liivakünka, Lipniku, Lõpe, Metsküla, Mäetaguse, Ohakvere, Ongassaare, Oonurme, Pagari, Peressaare, Permisküla, Pikati, Pootsiku, Puhatu, Rajaküla, Rannapungerja, Ratva, Rausvere, Remniku, Roostoja, Sahargu, Smolnitsa, Sõrumäe, Sälliku, Tagajõe, Taga-Roostoja, Tammetaguse, Tarakuse, Tudulinna, Tärivere, Uhe, Uusküla, Vaikla, Varesmetsa, Vasavere, Vasknarva, Võhma, Võide, Võrnu und Väike-Pungerja.

## Geschichte

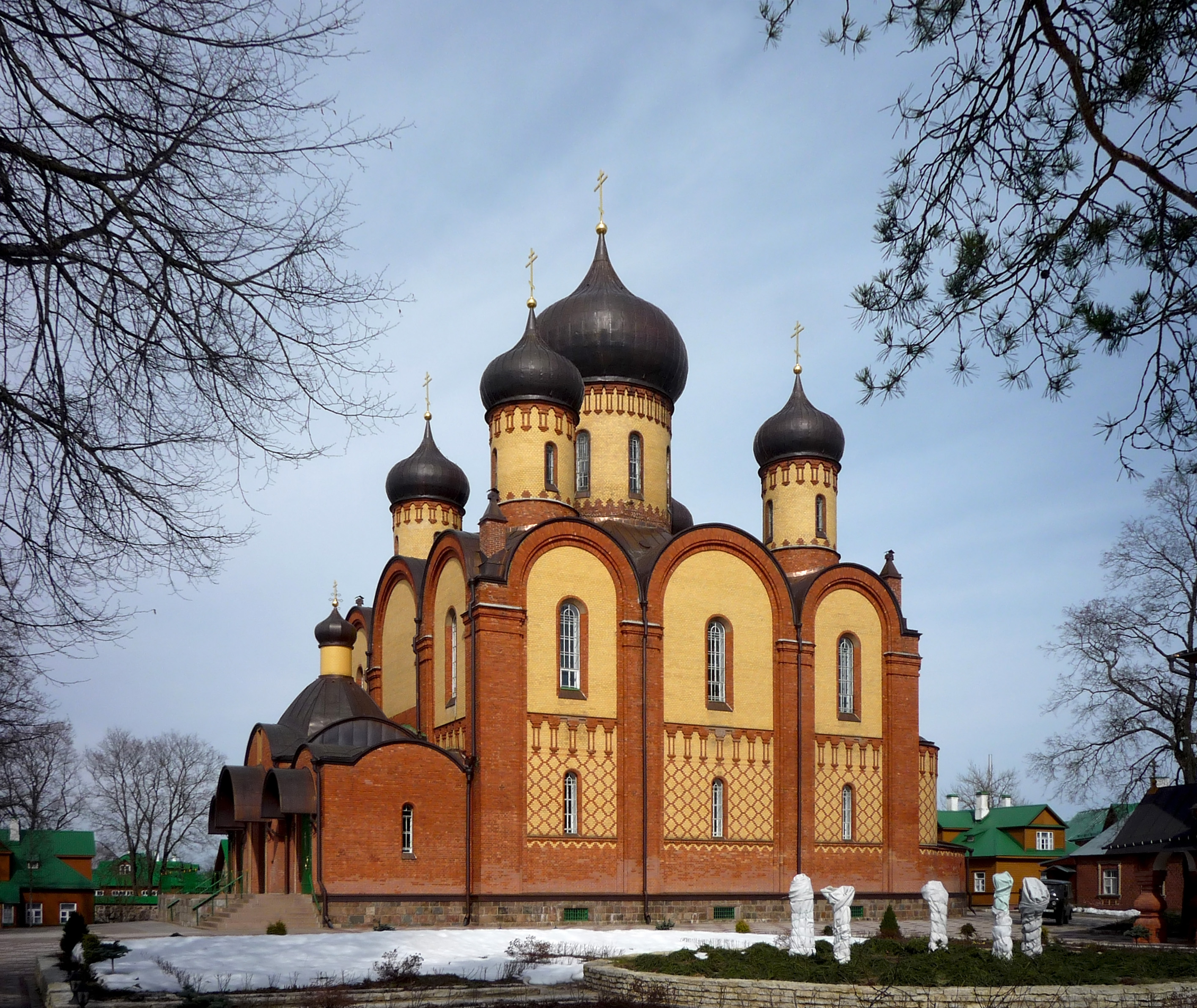
Kloster Kuremäe

### Vorgeschichte
Als erste Siedler im Gebiet der heutigen Gemeinde Alutaguse siedelten sich von Nowgorod her Woten, ein mit den Esten verwandtes finno-ugrisches Volk, an.
Der Name leitet sich vom Estnischen 'hinter der Stadt Alu' und kann als Landschaftsbezeichnung auf das gesamte östliche Wierland & die direkte Grenzregion zu Russland bezogen werden.
Wegen der Lage im Grenzgebiet zum russischen Einflussbereich war das Gemeindegebiet oft Schauplatz von Kriegen, Grenzstreitigkeiten und Unsicherheit, so etwa während der Livländischen Kriege. Dabei fiel die Region – schon vor der Zeit der Zugehörigkeit ganz Estlands zum Zarenreich – mehrfach unter russische Herrschaft.
Die Dänische Volkszählung aus dem 13. Jahrhundert weist für das damals unter dänischer Herrschaft stehende Gebiet die Existenz der Orte Mäetaguse, Iisaku und Illuka nach. Die Gründung einer Gemeinde Iisaku ist für 1654 belegt.

### Gründung der Gemeinde
Schon im Jahr 2009 schlug die Stadt Jõhvi vor, ihr Umland – inklusive der Orte Iisaku, Illuka und Mäetaguse – zu einer Gemeinde namens Alutaguse zu vereinen.
Die Estnische Gebietsreform 2017 verfolgte das Ziel Gemeinden zusammenzuschließen und die Verwaltung – insbesondere in schwach besiedelten ländlichen Gebieten – zu verschlanken. Es wurde zunächst auf freiwillige Fusionierung gesetzt, worauf sich die Gemeinden Alajõe, Avinurme, Lohusuu, Mäetaguse und Tudulinna unter der Leitung von Iisaku einigten. Die Gemeinde Illuka weigerte sich zunächst, sich an der Fusion zu beteiligen und klagte vergeblich gegen eine entsprechende Anordnung der Zentralregierung. Am 24. Oktober 2017 wurde die Fusion wirksam.
Das neu gestalte Wappen zeigt eine Brombeere, die für die Fruchtbarkeit des Landes steht.

## Natur
Der Nationalpark Alutaguse wurde 2018 gegründet, um die typischen Sumpf-, Wald- und Küstenlandschaften Ostestlands zu schützen. Die Fläche des Nationalparks beträgt 45.019 Hektar, Platz 3 unter den sechs Nationalparks Estlands. Das Puhatu-Moor, der größte Sumpf Estlands, befindet sich im Nationalpark. Außerdem findet man in Alutaguse die einzigen kontinentalen Dünen Estlands. Es ist das waldreichste Gebiet in Estland mit dichten Nadelwäldern, die u. a. Luchsen eine Heimat bieten.